# Stipa argentinensis
Stipa argentinensis är en gräsart som beskrevs av Carlos Luis Spegazzini. Stipa argentinensis ingår i släktet fjädergrässläktet, och familjen gräs. Inga underarter finns listade i Catalogue of Life.